# مریلین مونرو (ترانه فارل ویلیامز)
«مریلین مونرو» تک‌آهنگی از هنرمند اهل ایالات متحده آمریکا فارل ویلیامز است که در ۱۰ مارس ۲۰۱۴ منتشر شد. این تک‌آهنگ در آلبوم دختر قرار داشت.